# Вахнер, Орнелла Габриэль
Орнелла Габриэль Вахнер (нем. Ornella Gabriele Wahner; род. 19 февраля 1993 года) — немецкая боксёрша. Чемпионка мира 2018 годов. Член сборной Германии по боксу. Участница I Европейских игр.

## Карьера
Четырёхкратная победительница национального чемпионата в весовой категории до 51 кг (2014) до 57 кг (2013, 2016, 2017).
В 2015 году приняла участие в I Европейских играх, в городе Баку. Заняла 7-е место, уступив в четвертьфинале.
На чемпионате мира 2016 года в Астане, в Казахстане, стала 9-й в категории до 54 кг.
На чемпионате Европы 2018 года в Софии, в категории до 57 кг, квалифицировалась на 10-м месте.
На 10-м чемпионате мира по боксу среди женщин в Индии, в финале, 24 ноября 2018 года, немецкая спортсменка встретилась с индийской спортсменкой Сония Чахал, одержала победу 4:1 и завершила выступление на мировом первенстве, завоевав золотую медаль турнира.